# Bertel Thorvaldsen

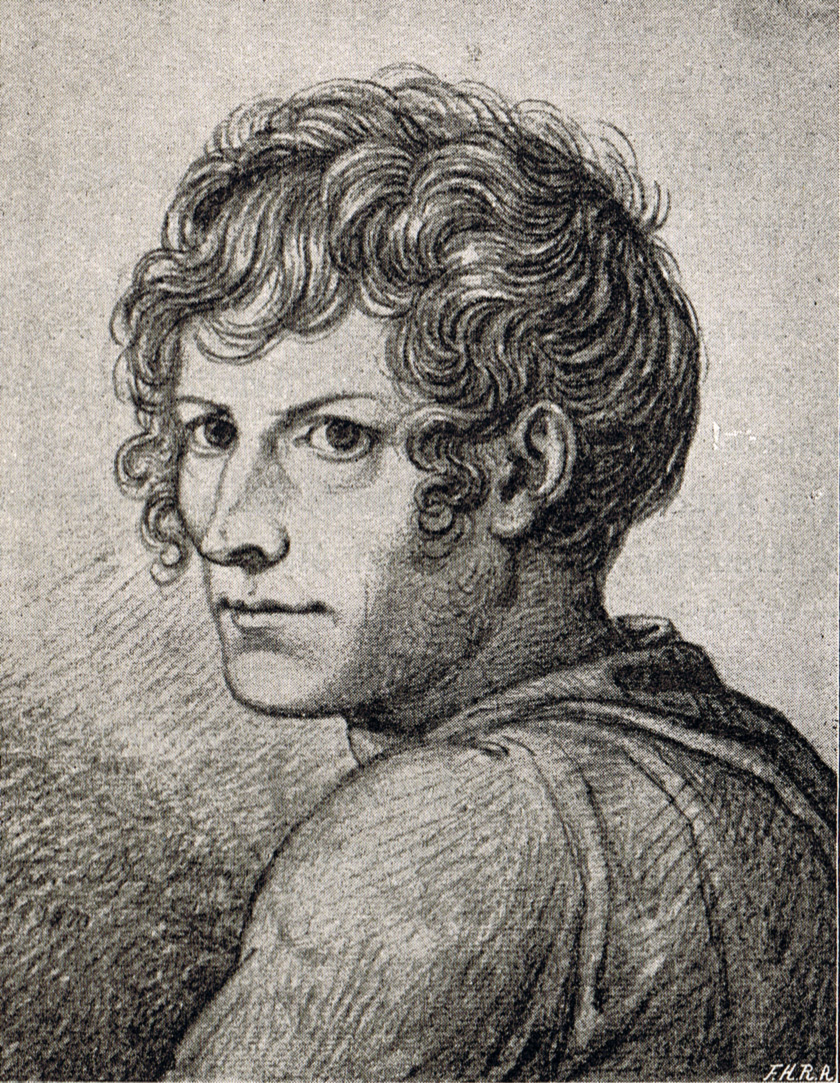
Zelfportret

Bertel Thorvaldsen (Kopenhagen, 19 november 1770 – aldaar 24 maart 1844) was een Deens-IJslands beeldhouwer. Thorvaldsen was een invloedrijk vertegenwoordiger van het neoclassicisme en een van de belangrijkste exponenten van de Deense Gouden Eeuw. Zijn werk werd in sterke mate geïnspireerd door de beeldhouwkunst uit de klassieke oudheid.

## Leven en werk

Bertel Thorvaldsen door Karl Begas, ca. 1820

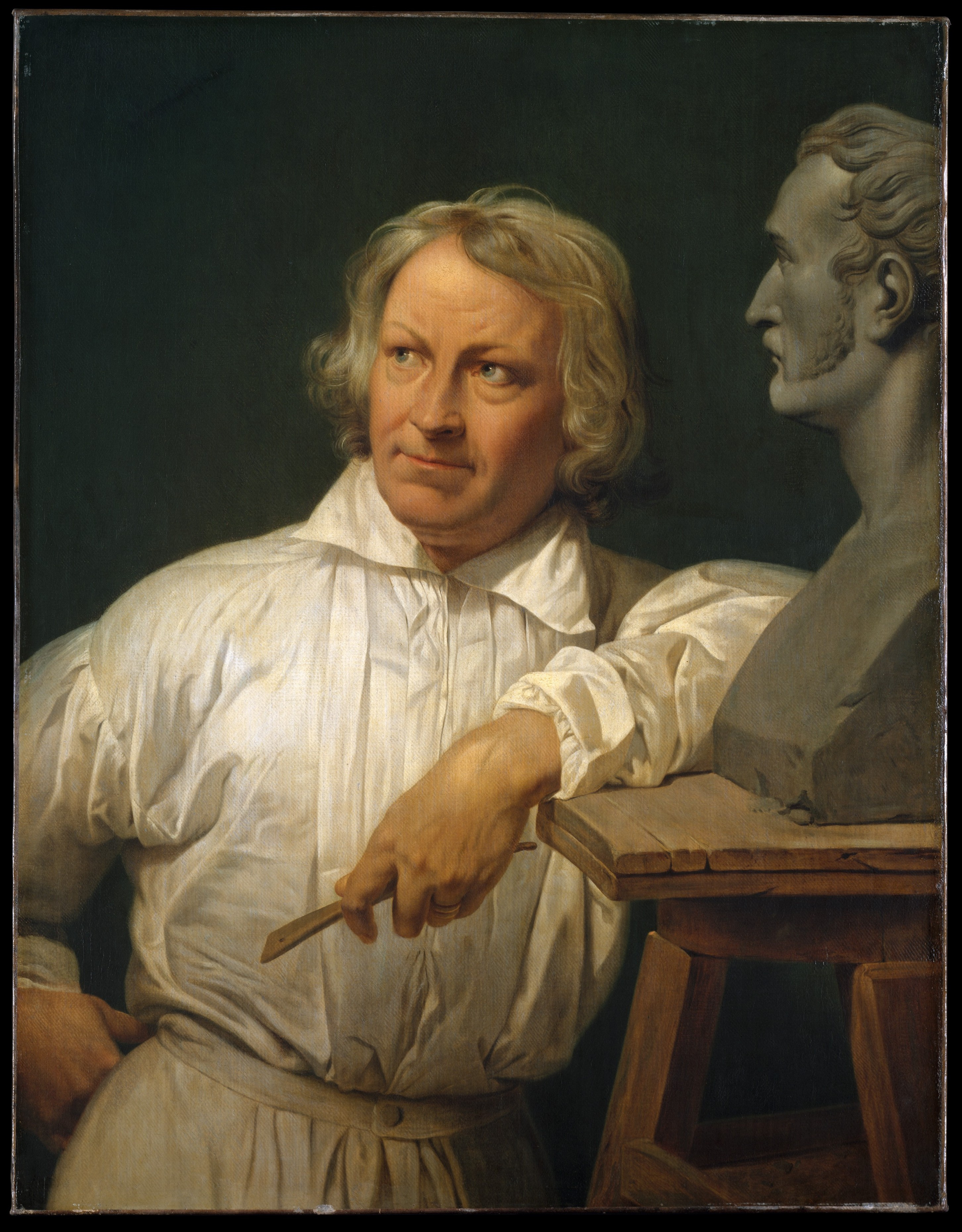
Bertel Thorvaldsen met de buste van Horace Vernet (1833) door Horace Vernet Metropolitan Museum of Art

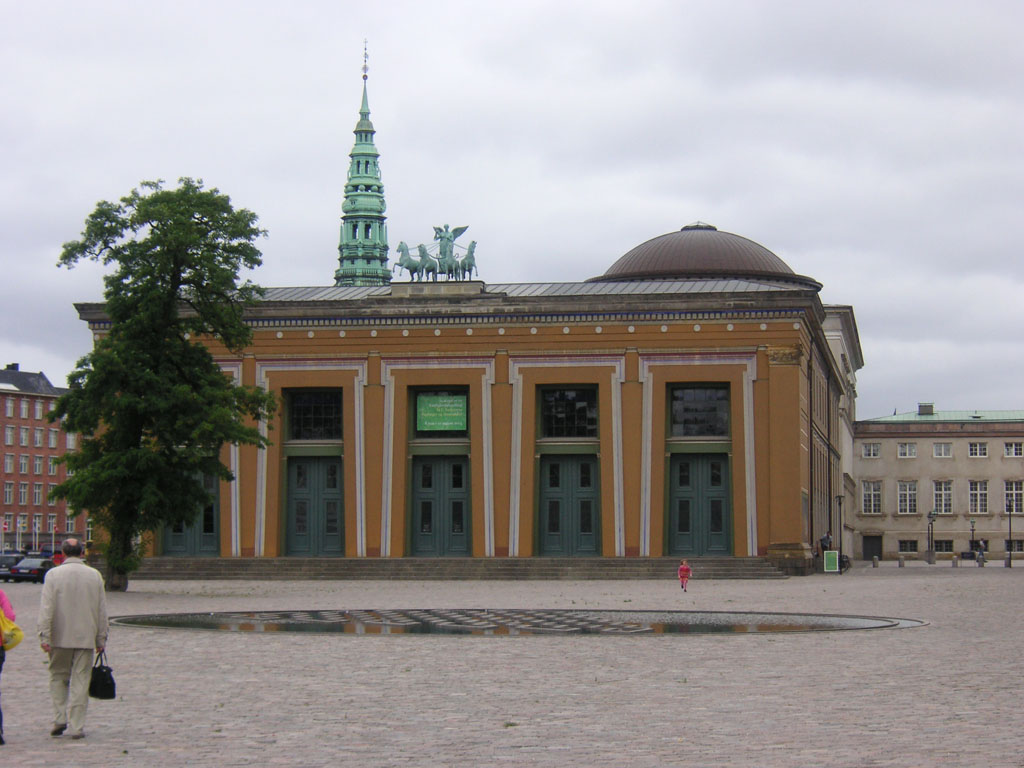
Thorvaldsen-Museum in Kopenhagen

Thorvaldsen was de zoon van de uit IJsland afkomstige houtsnijder Gotskalk Thorvaldsen. Sommige bronnen noemen IJsland als geboorteland, andere bronnen spreken van een schip onderweg van IJsland naar Kopenhagen, nog weer andere Kopenhagen. Na eerst door zijn vader te zijn onderricht werd Thorvaldsen al op zijn elfde jaar leerling van de Koninklijke Deense Kunstacademie (Det Kongelike Danske Kunstakademi) in Kopenhagen. Hij kreeg daar voornamelijk onderwijs van Johannes Wiedewelt en Nicolai Abraham Abildgaard. In 1787 werd Thorvaldsen al met een zilveren medaille beloond voor zijn modelleerprestaties en twee jaar later kreeg hij een onderscheiding voor zijn reliëf Rustende Amor. In 1791 kreeg hij de mogelijkheid verder te studeren na een onderscheiding voor zijn reliëf De verdrijving van Heliodorus uit de tempel. Twee jaar later ontving hij wederom een onderscheiding voor een reliëf, De apostelen Petrus en Johannes genezen een lamme, nu de gouden medaille met een daaraan verbonden beurs voor een driejarig verblijf in Rome. Gezien de vele opdrachten die hij reeds had aangenomen, werd die reis drie jaar uitgesteld. Tussen 1793 en 1796 gaf hij privé-onderricht en voltooide hij meerdere standbeelden voor Paleis Amalienborg. Voorts maakte hij enkele bustes, onder anderen van A.P. Bernstorff en Tyge Rothe.
In 1796 reisde Thorvaldsen eindelijk naar Rome, waar hij, na onderbrekingen in de reis op Malta en in Napels, op 8 maart aankwam. In 1797 betrok Thorvaldsen, die zich Sculptore Alberto was gaan noemen, zijn eerste atelier aan de Via Babuino 119. Kort voordat zijn beurs ten einde liep zond Thorvaldsen zijn Bacchus en Ariadne aan de academie in Kopenhagen en verdiende daarmee een verlenging voor twee jaar, in 1802 gevolgd door een verdere verlenging met een jaar.
Van 1801 tot 1803 was er voor Thorvaldsen niet veel succes weggelegd en hij leefde in relatieve armoede. Hij leerde in die periode de Saksische hofbeeldhouwer Franz Pettrich kennen, met wie hij onderricht kreeg in marmerbewerking van de beeldhouwer Antonio Canova. In 1803 wilde Thorvaldsen met de uit Berlijn afkomstige beeldhouwer Carl Friedrich Hagemann naar Kopenhagen reizen, maar het vertrek werd enige dagen uitgesteld. Juist in die dagen maakte Thorvaldsen kennis met de Nederlands-Engelse bankier, schrijver en verzamelaar Thomas Hope (1769-1830), de kleinzoon van de Nederlandse bankier Thomas Hope (1704-1779), die Thorvaldsen na diens atelier te hebben bezocht, opdroeg een marmeren Jason te vervaardigen. Een eerste ontwerp had hij reeds vernietigd, maar een tweede versie werd, alhoewel Thorvaldsen zelf niet tevreden was, geprezen door zijn mentor, de archeoloog Georg Zoëga en door de beeldhouwer Antonio Canova. Door vertraging der werkzaamheden kon het kunstwerk overigens pas in 1828 naar Thomas Hope in Engeland verstuurd worden. Na deze opdracht bleven andere opdrachten niet uit en Thorvaldsen bleef tot 1818 onafgebroken in Rome.
In 1805 werd Thorvaldsen gewoon lid van de kunstacademie in Kopenhagen en in hetzelfde jaar erelid van de academie in Bologna. Rond deze tijd ontving hij diverse beeldhouwopdrachten van Napoleon Bonaparte. Na de val van Napoleon werden enkele werken overgenomen door de mecenas en kunstverzamelaar Giovanni Battista Sommariva voor diens zomerresidentie aan het Comomeer. Het werk De triomfale intocht van Alexander de Grote in Babylon werd in 1829 nogmaals vervaardigd voor paleis Christiansborg in Kopenhagen.
In 1818 keerde Thorvaldsen voor korte tijd terug naar Kopenhagen, waar hij werd aangesteld tot hoogleraar aan de kunstacademie. Ook werd hij benoemd tot staatsraad, een eretitel. In augustus 1820 verliet hij Denemarken weer en reisde via Duitsland, Polen en Oostenrijk terug naar Rome. Daar ontstonden zijn monumentale werken, zoals het Copernicus-monument (1830) voor Warschau en voor het Vaticaan het Paus Pius VII-monument (1831), dat werd geplaatst in de Capella Clementina van de Sint-Pietersbasiliek, (Vaticaanstad).
In 1838 keerde Thorvaldsen, na een verblijf van veertig jaar in Rome, naar Denemarken terug, waar hij met alle egards werd ontvangen. Hij voerde nog diverse opdrachten uit: hij creëerde bustes van Ludvig Holberg, Adam Oehlenschläger en Henrik Steffens. Ook maakte hij op verzoek van het koningshuis een buste van zichzelf. Van 1841 tot 1842 verbleef hij nog enige tijd in Rome om enkele opdrachten af te maken.
Op 24 maart 1844 stierf Thorvaldsen, na een theatervoorstelling te hebben bijgewoond,in Kopenhagen. Hij was nooit getrouwd geweest, maar had wel een dochter. De stad Kopenhagen heeft ter ere van de beeldhouwer een museum gesticht, het Thorvaldsens Museum, waar hij ligt begraven in een eenvoudig graf op de binnenplaats.

## Werken (selectie)
- 1789 - Rustende Amor (reliëf)
- 1791 - De Verdrijving van Heliodorus uit de tempel (reliëf)
- 1792 - Numa en Egeria (reliëf)
- 1793 - De apostelen Petrus en Johannes genezen een lamme
- 1798 - Bacchus en Ariadne (beeldengroep)
- 1800 - Raffael, Cicero, Agrippa (bustes)
- 1801 - Achilles en Penthesilea (beelden)
- 1803 - Jason en het gulden vlies
- 1804 - Bacchus, Ganymed, Baron Schubart (bustes)
- 1815 - Gravin Ellizabeth Ostermann-Tolstaja (beeld)
- 1817 - 1828 - Ruiterstandbeeld van vorst Poniatowski in Warschau
- 1820 - Tsaar Alexander
- 1823 - Leeuwenmonument in Luzern (ontwerp)
- 1825 - Copernicus-monument in Warschau
- 1837 - Gutenberg-monument in Mainz
- 1839 - Christusbeeld in Kopenhagen
- 1839 - Standbeeld Friedrich Schiller in Stuttgart
- 1839 - Ruiterstandbeeld Maximiliaan I van Beieren in München
- 1839 - 1848 - De twaalf apostelen (beeldengroep) in Kopenhagen

## Galerij

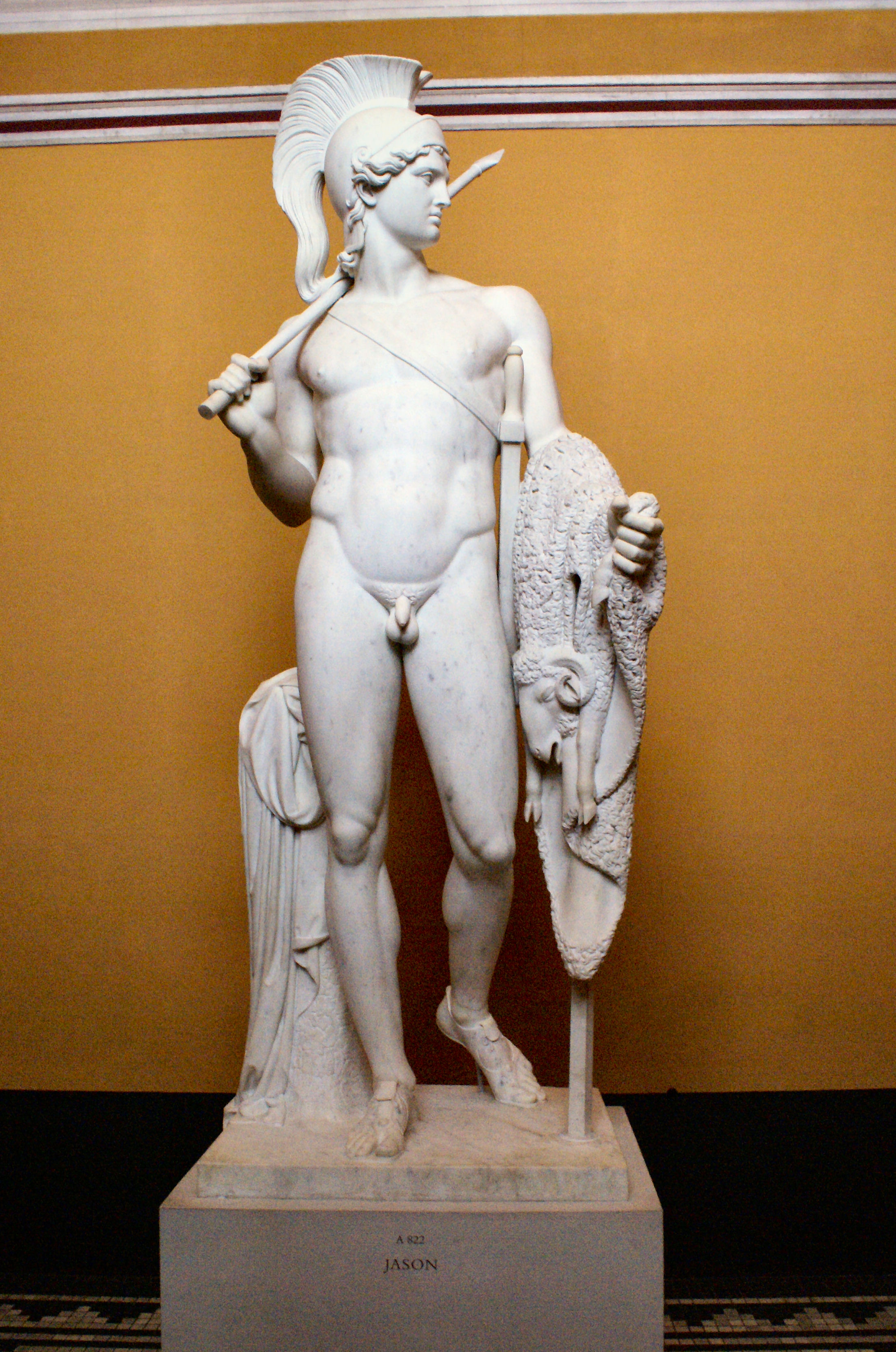
Jason en het gulden vlies (1803), Thorvaldsens Museum
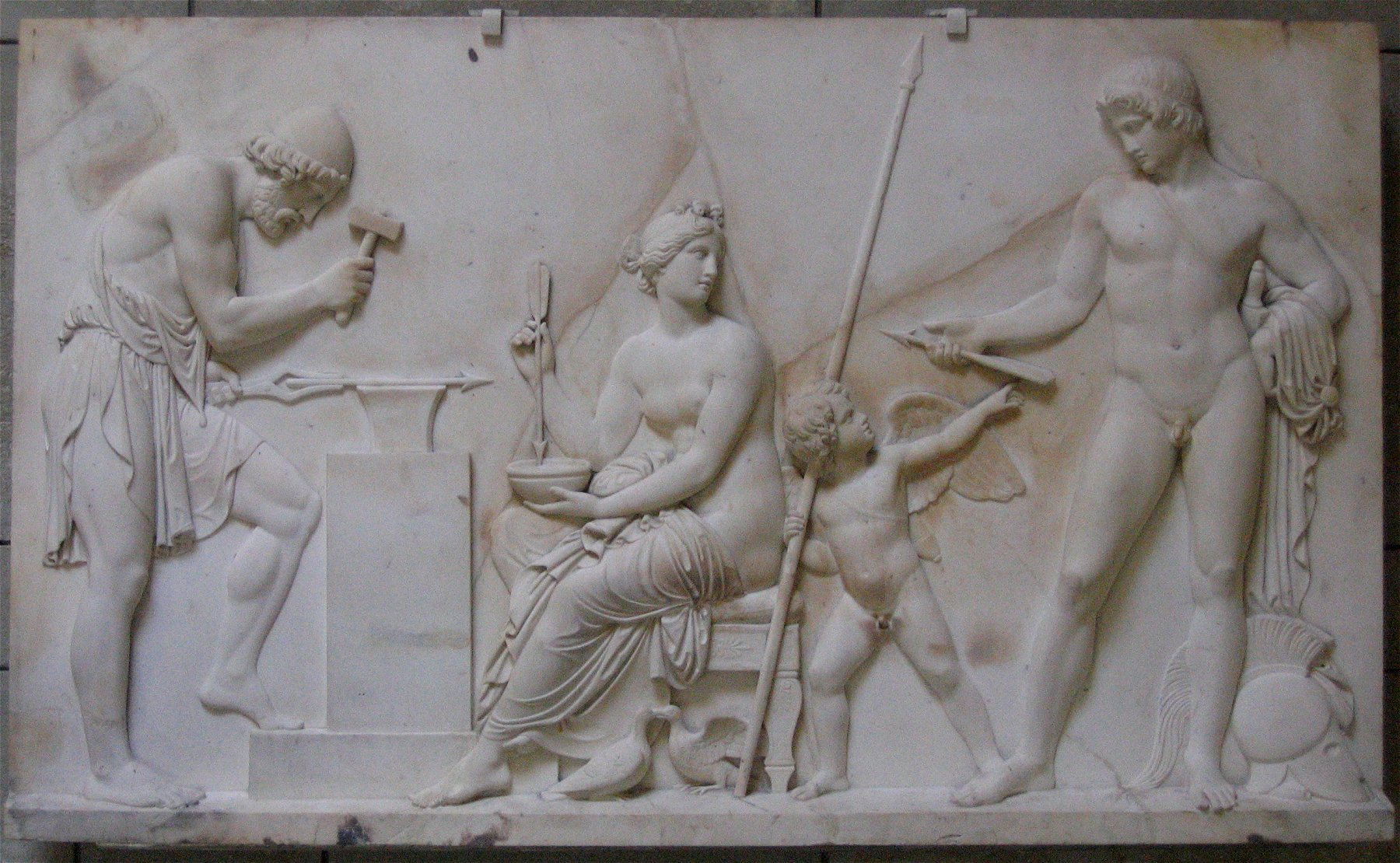
Venus, Mars en Vulcanus (ca. 1810), Neue Pinakothek München
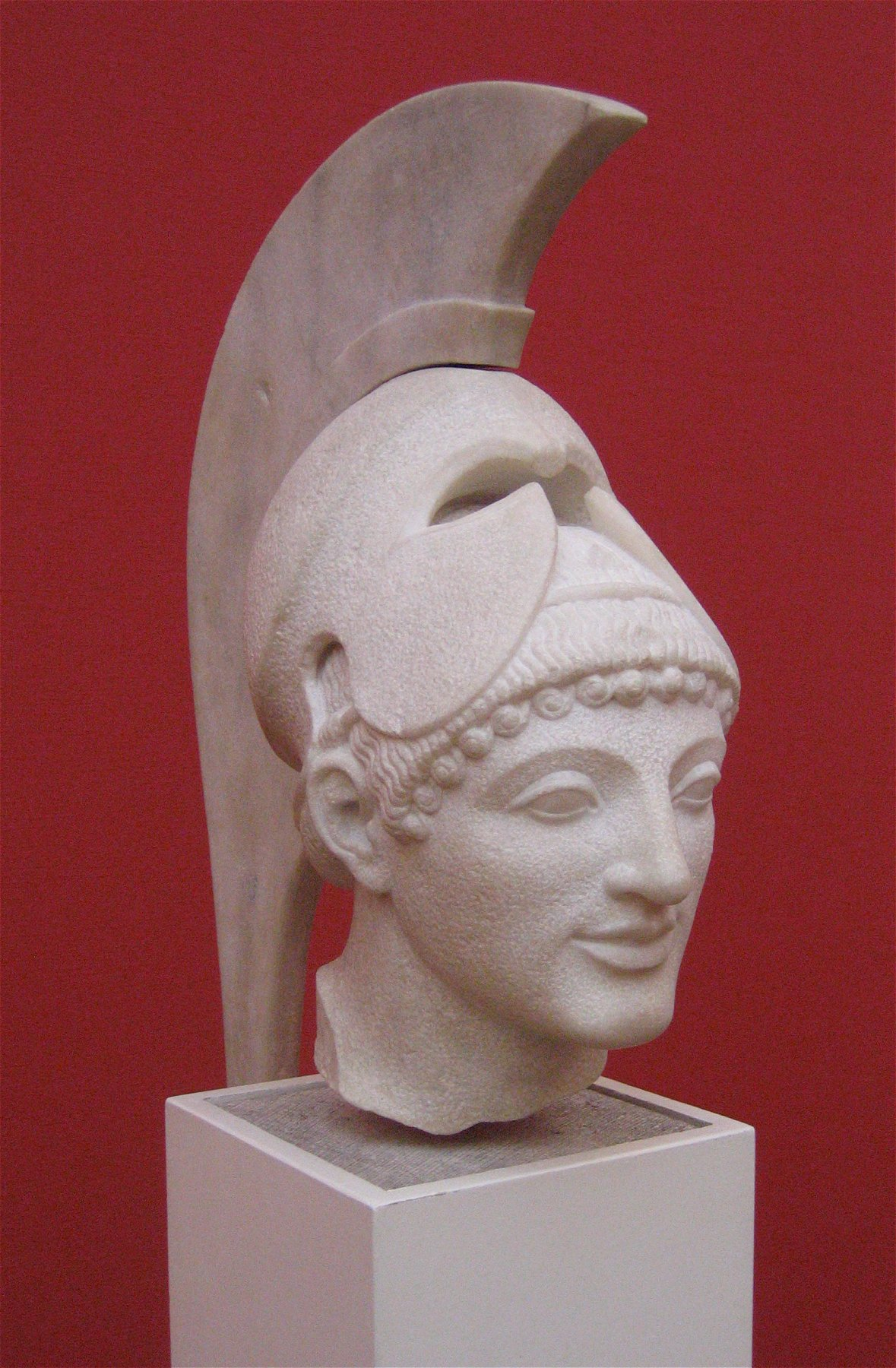
Kop van een krijger (ca. 1812-18), Neue Pinakothek, München
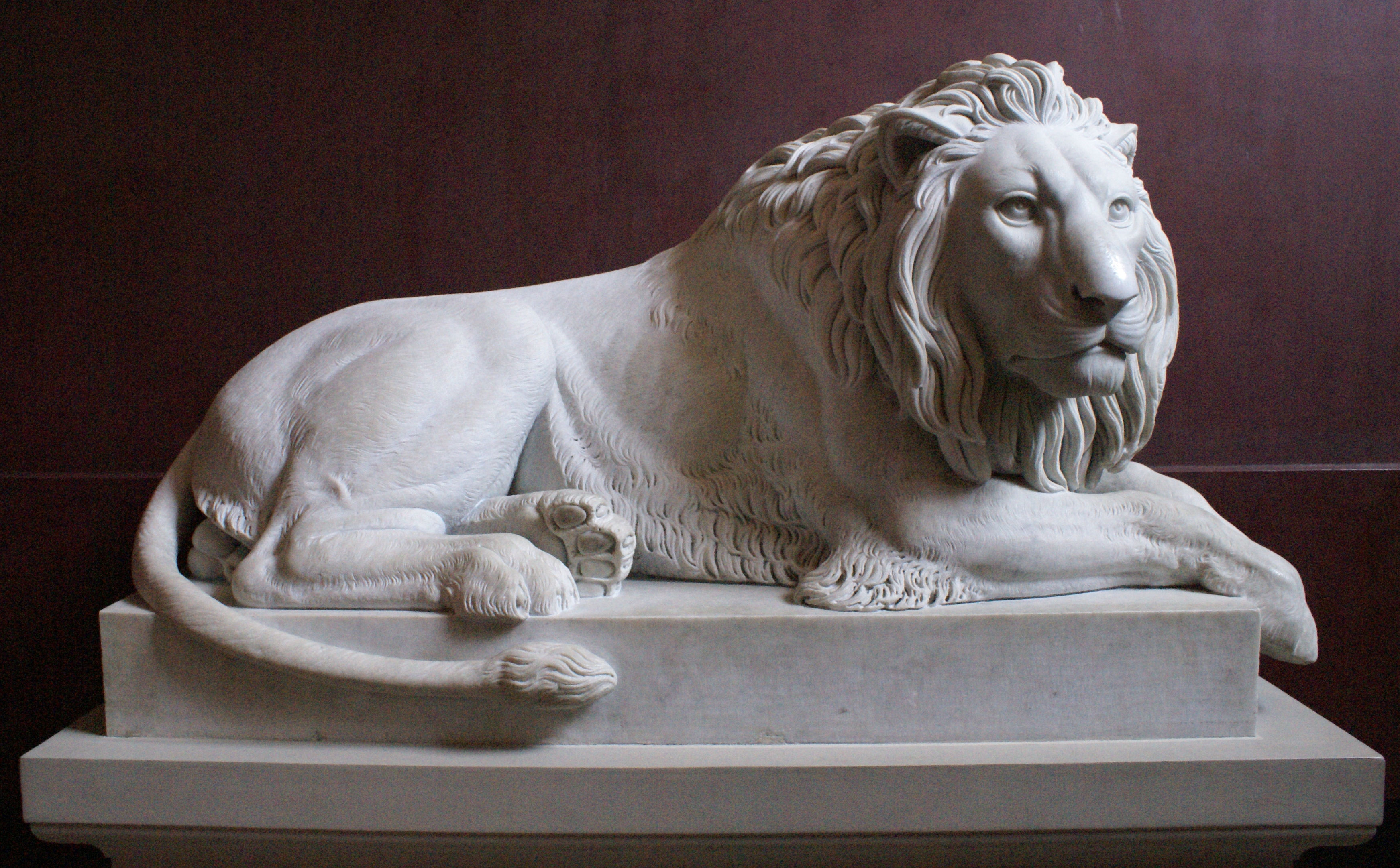
Liggende leeuw (1825), Thorvaldsens Museum
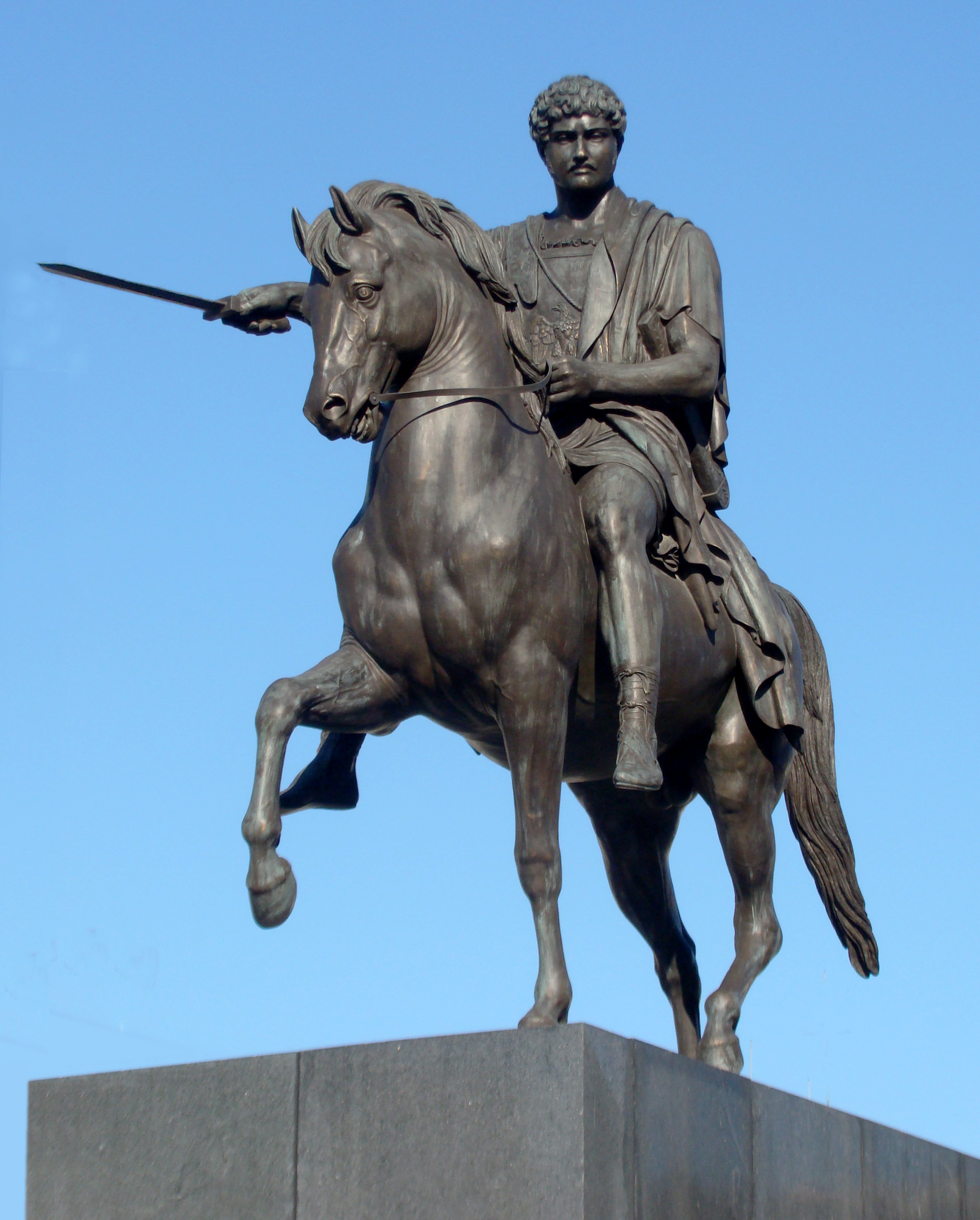
Ruiterbeeld van Józef Poniatowski (1827), Warschau
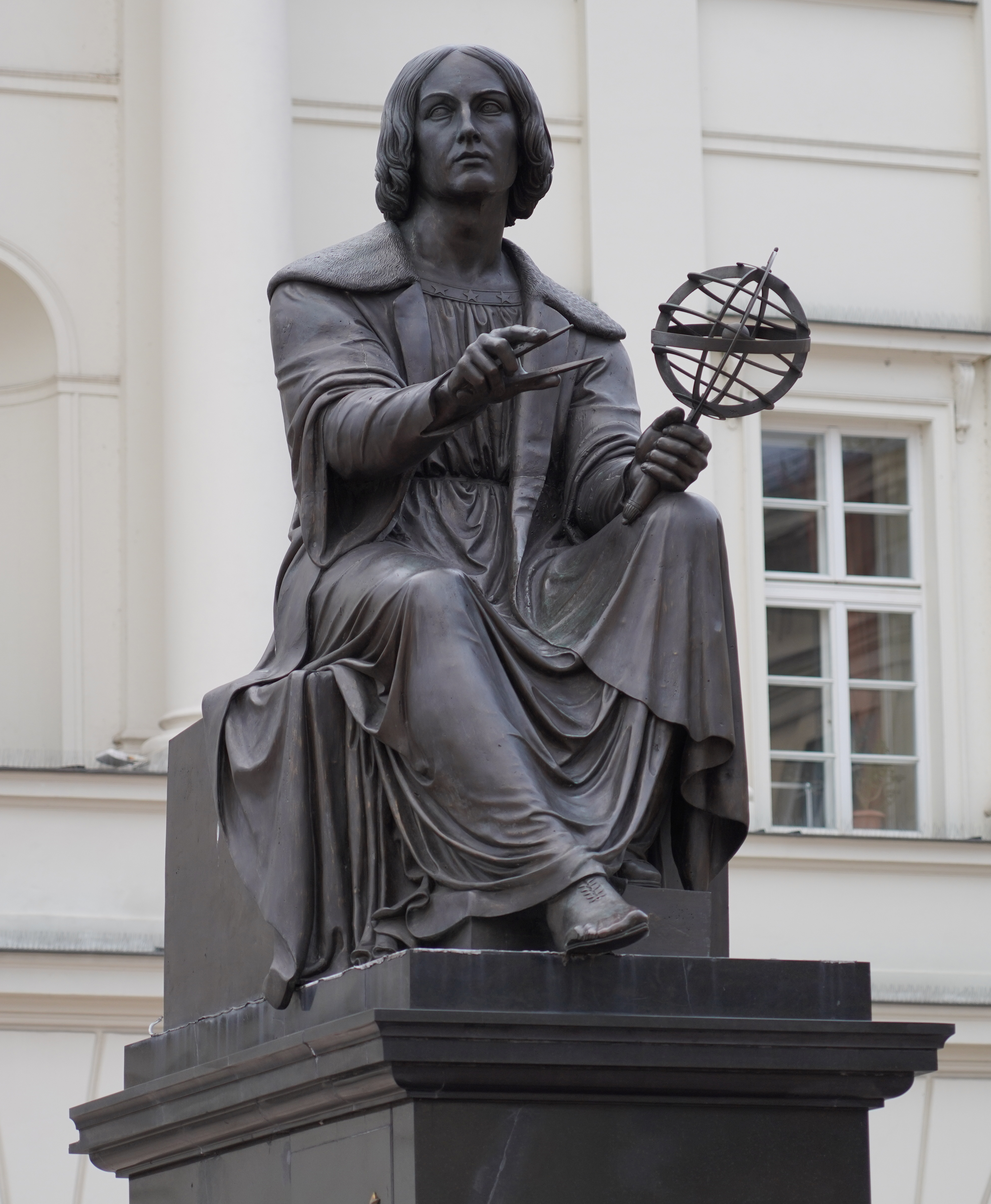
Copernicus-monument (1830), Warschau
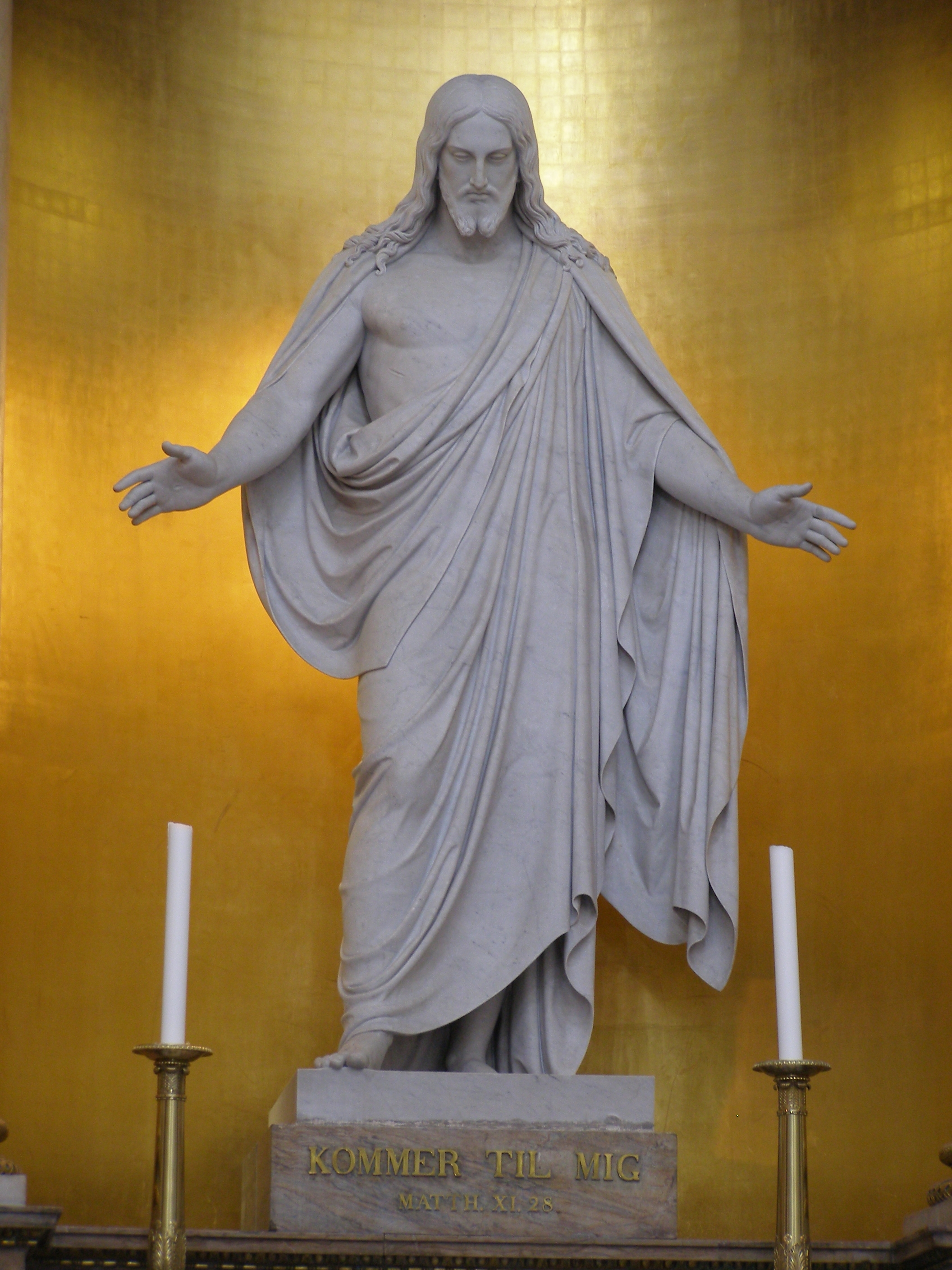
Christusbeeld (1838), Onze-Lieve-Vrouwekerk in Kopenhagen
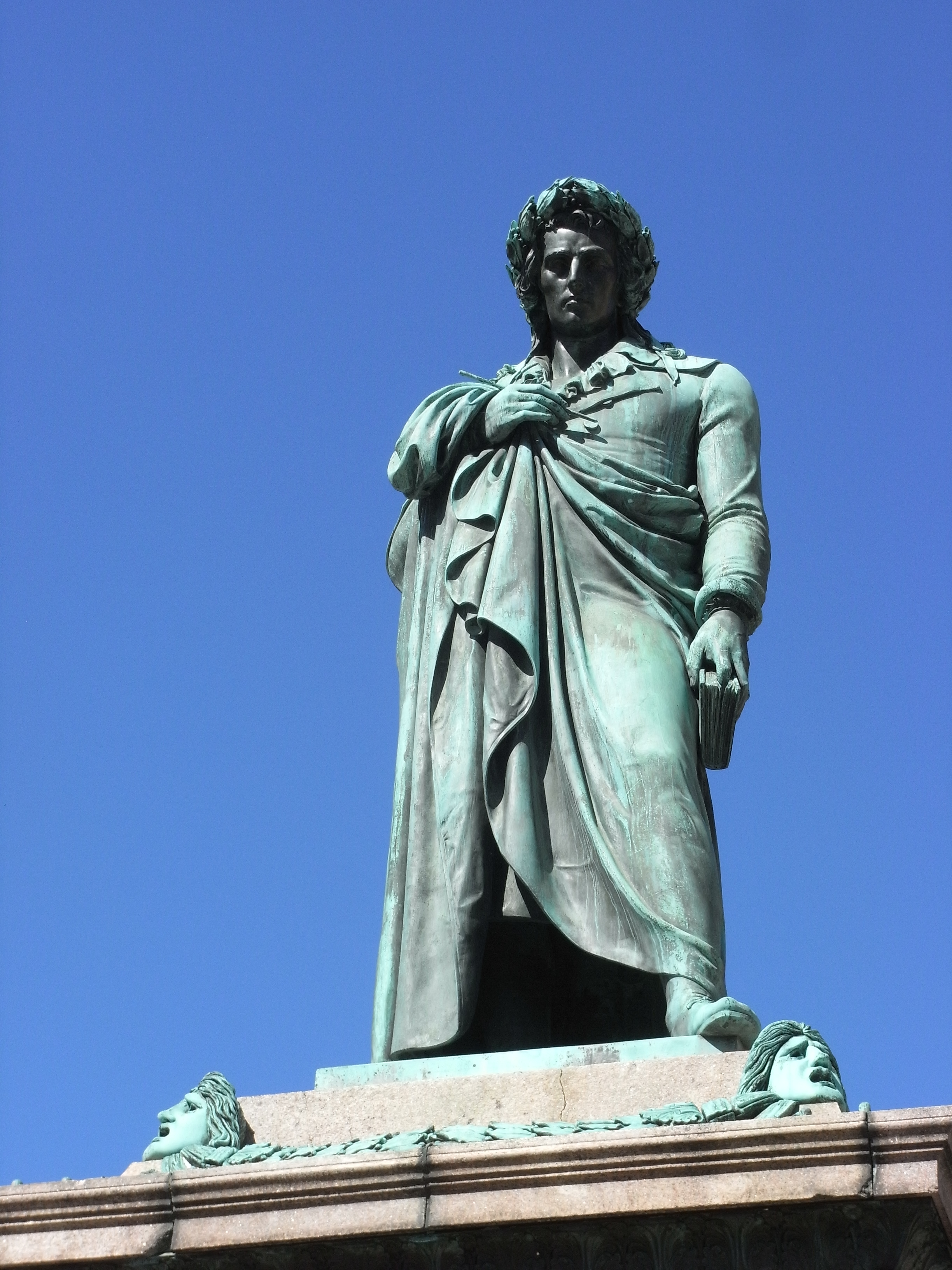
Schiller-monument (1838-1839), Stuttgart
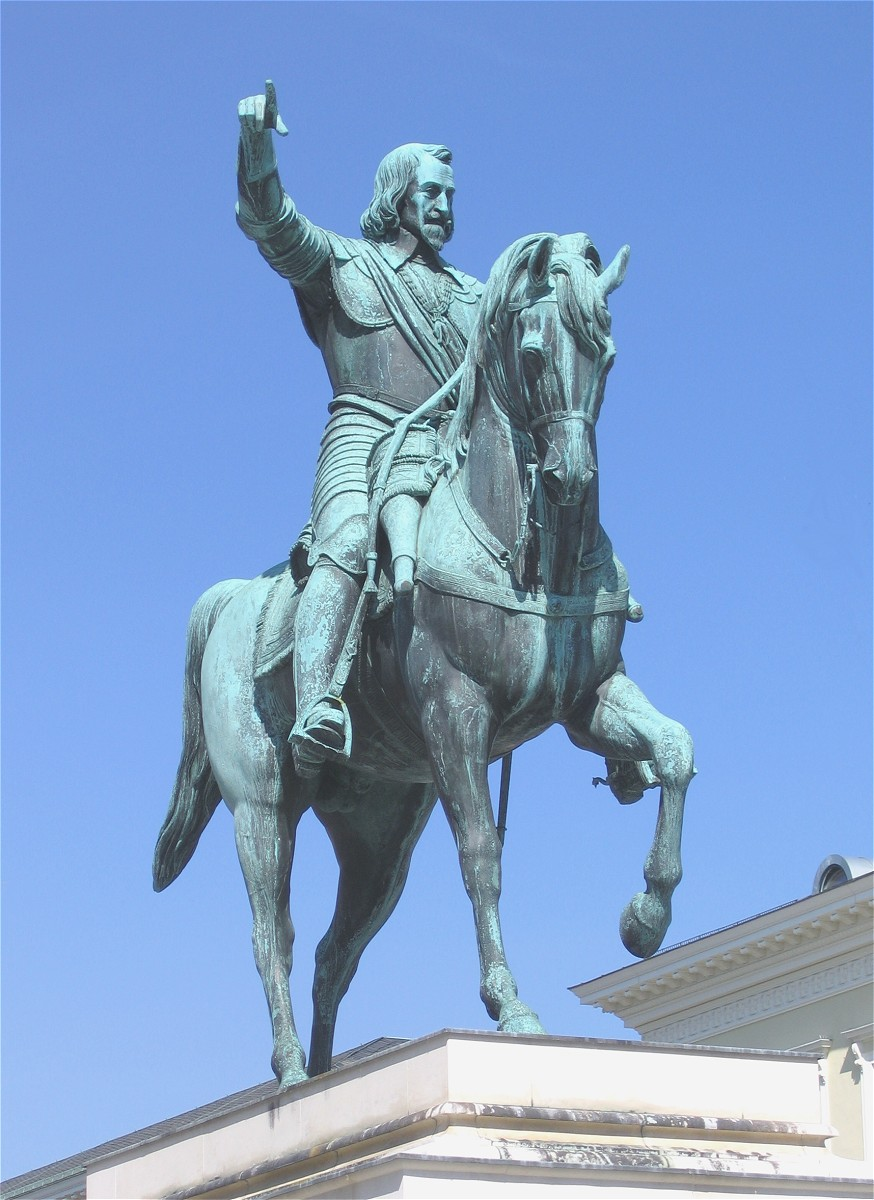
Ruiterstandbeeld keurvorst Maximiliaan I (1839), München
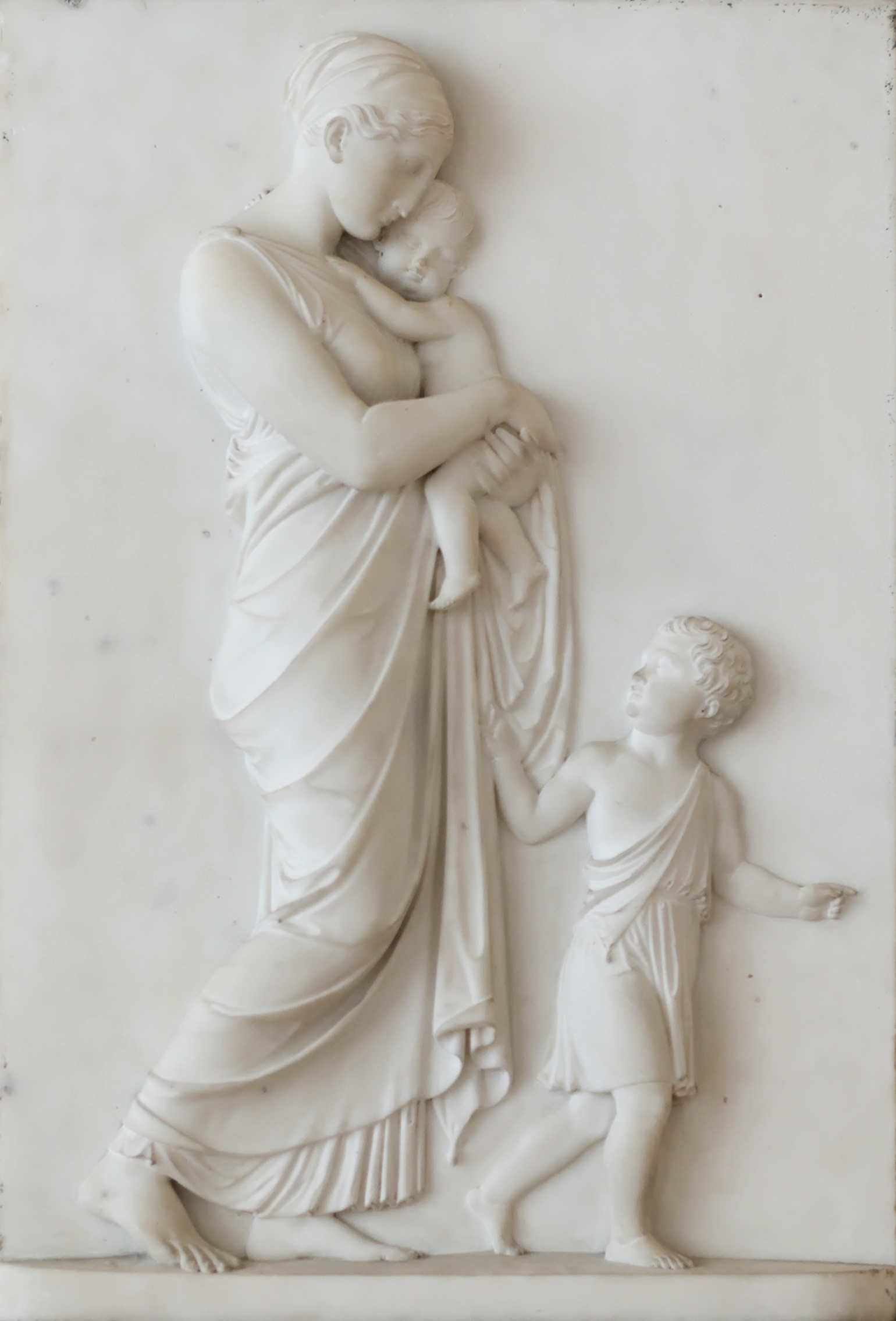
La charité chrétienne in het Louvre
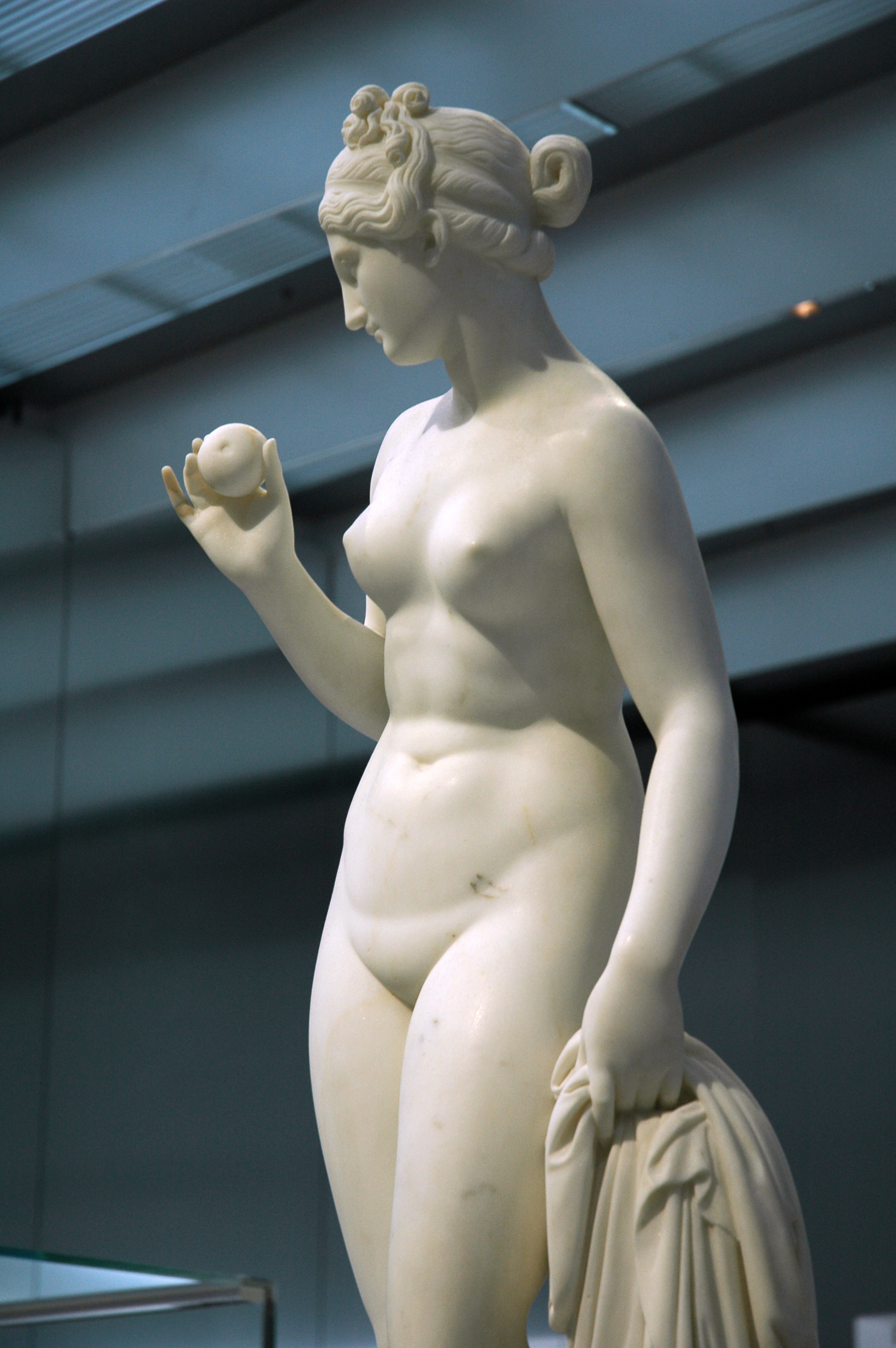
Venus met appel in het Louvre-Lens
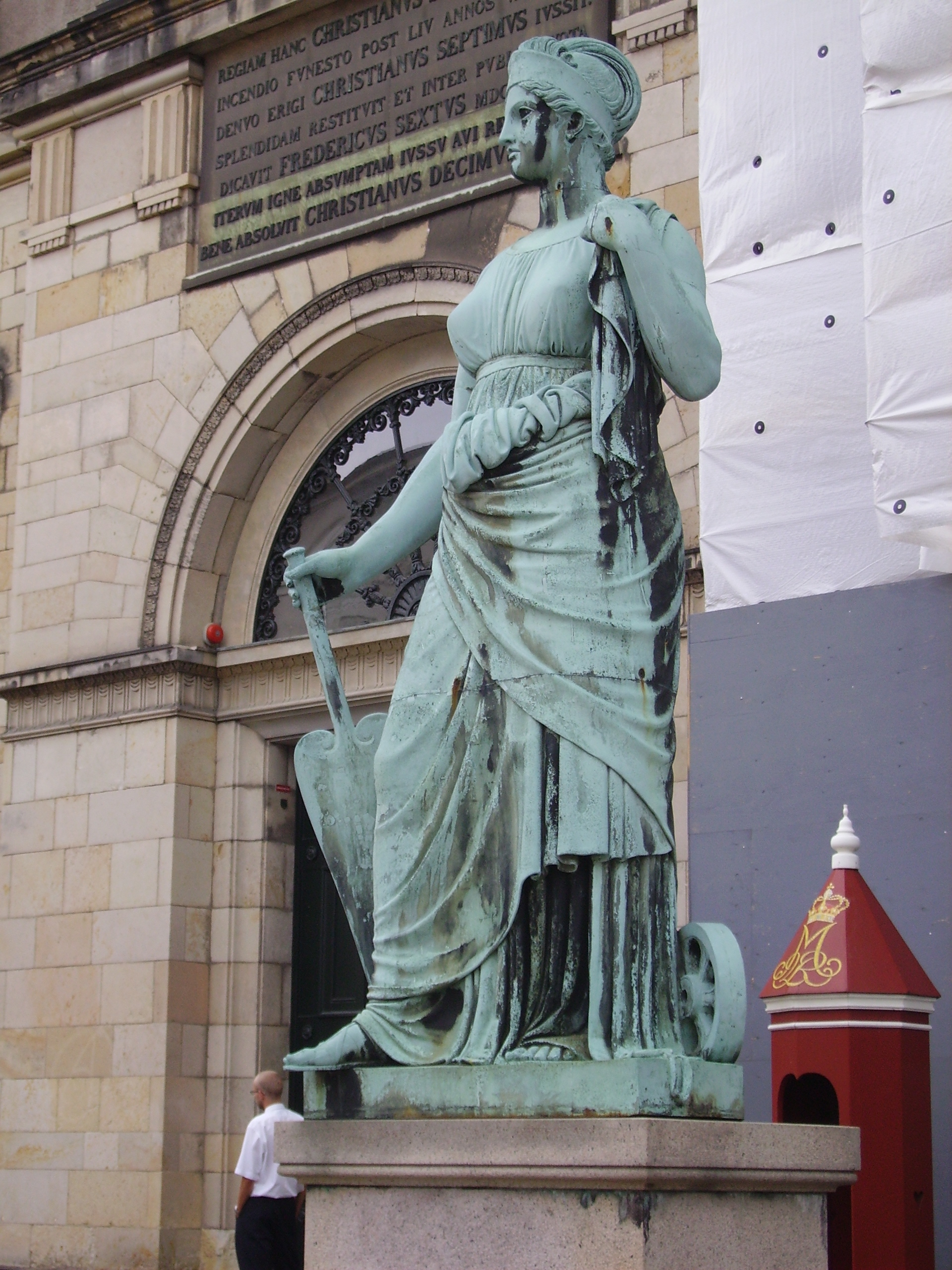
Nemesis in Kopenhagen
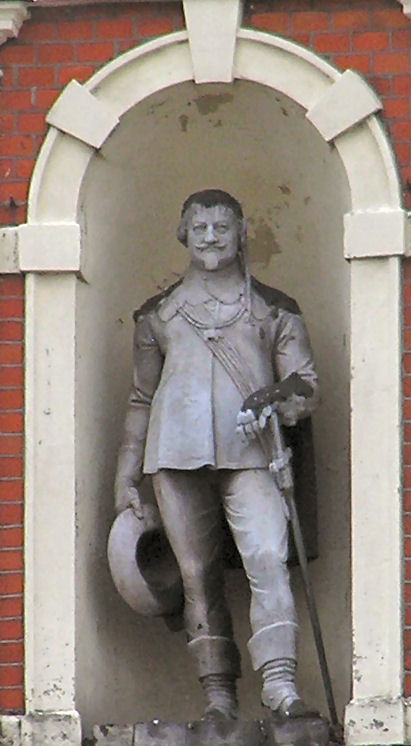
Koning Christiaan IV in Kristianstad
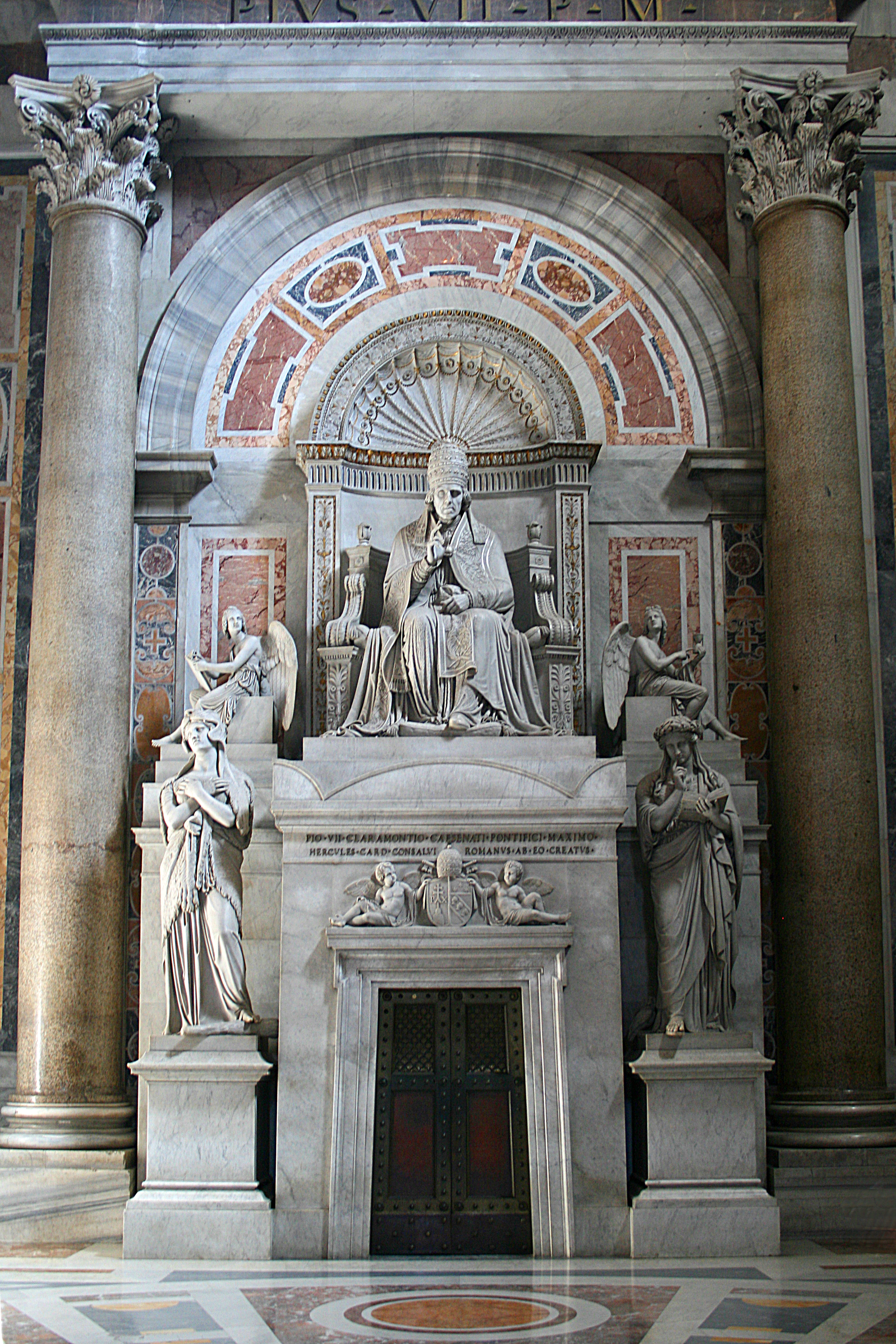
Graf van paus Pius VII in de Sint-Pietersbasiliek in Rome